# Didier Raoult
Didier Raoult (Dakar, Senegal, 13 de març de 1952) és un infectòleg i professor de microbiologia francès. Ės especialista de les malalties infeccioses tropicals emergents a la facultat de medicina de la Universitat d'Ais-Marsella i a l'IHU Méditerranée Infection, on va crear el 1984 la unitat Rickettsia. Gran premi Inserm el 2010 pel conjunt de la seva carrera, ha descrit, amb el seu equip marsellès, diversos virus complexos. Va identificar i donar el nom a l'espècie dels mimivirus el 2003, i arran de la seva dedicació un gènere nou de bacteris es va batejar raoultella el 2001.
És entre els científics francesos més citats, ja que ha publicat un gran nombre de publicacions científiques. Així la revista britànica Nature el va classificar entre els deu investigadors francesos més capdavanters. Va guanyar una important atenció mundial durant la pandèmia per coronavirus de 2019-2020 per promoure la hidroxicloroquina com a tractament de la malaltia, tot i les possibles limitacions de les proves del seu ús per al tractament de la COVID-19 en pacients hospitalitzats. Algunes de les suposades investigacions definitives utilitzades per contrarestar les afirmacions sobre l'eficàcia de la hidroxicloroquina van ser finalment retirades pels autors degut a dades fraudulentes, cosa que va contribuir a la confusió general que envoltava el fàrmac, fins i tot entre els principals experts mundials.
Juntament amb altres metges i científics, l'11 de març de 2020 va ser nomenat membre del consell que assessora el govern francès en la lluita contra el coronavirus, encara que presentà la seva dimissió el 24 de març.

## Biografia
Didier Raoult va néixer a Dakar el 1952 al si d'una família vinculada al món de la medicina. El seu pare era un metge militar normand que havia creat una unitat de recerca en nutrició tropical i sa mare, nadiua de la Bretanya, era infermera. La família es va instal·lar a Marsella el 1961.
Mal alumne, va abandonar els estudis als 17 anys per a embarcar-se en un vaixell, el Renaissance. Malgrat aquesta aventura, al cap de dos anys va tornar a una trajectòria més convencional. Així el 1972, després de passar un batxillerat literari com a candidat lliure, es va inscriure a la facultat de medicina de car «eren els únics estudis que el seu pare acceptava de finançar». Obtingué el seu doctorat el 25 de març del 1981.

## Aportacions destacades

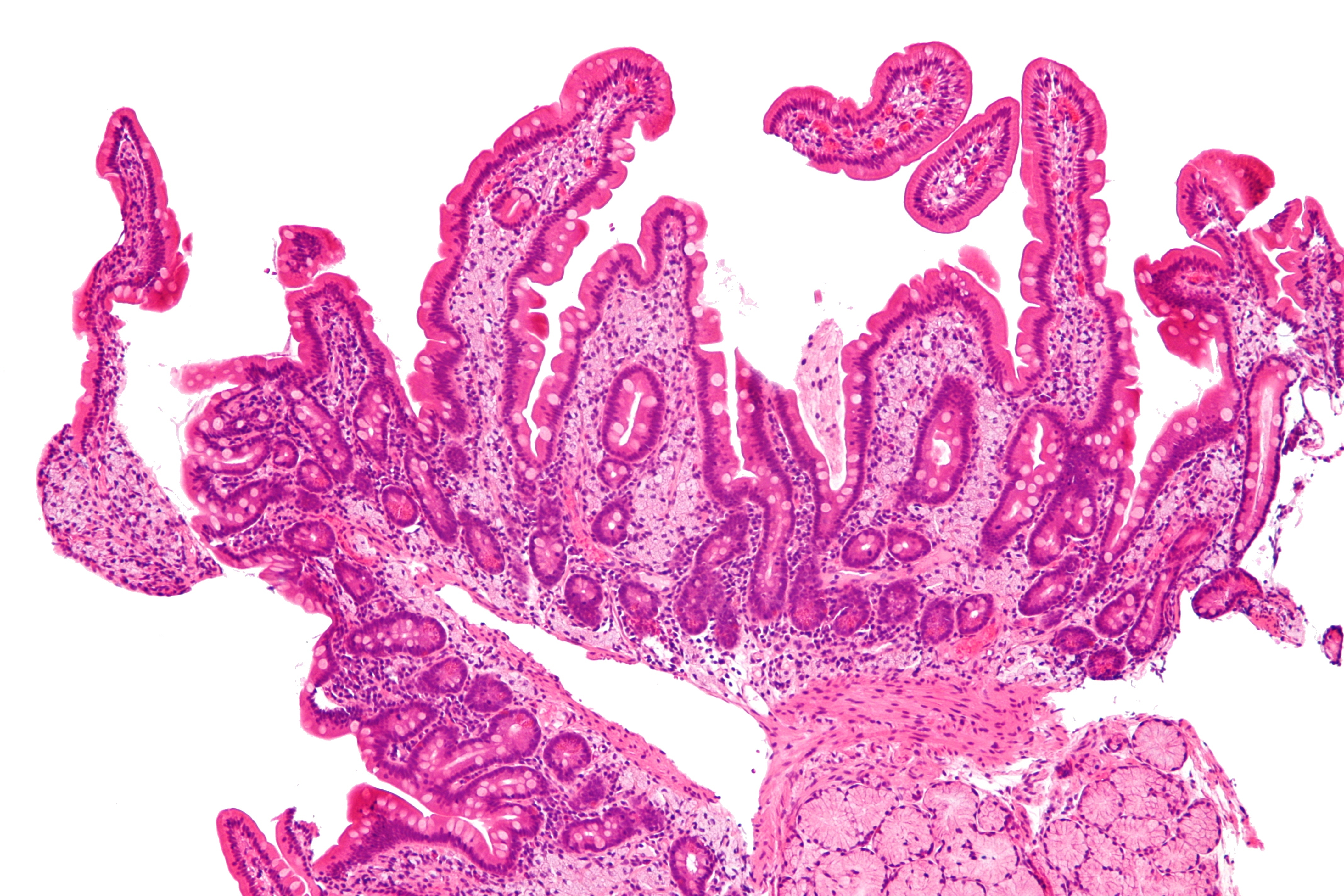
La malaltia de Whipple és una malaltia rara i mortal deguda al bacteri Tropheryma whipplei

Entre els investigadors francesos, Didier Raoult va ser un dels primers a interessar-se en la paleomicrobiologia, àrea científica apareguda durant els anys 1990. Arran d'una col·laboració amb diversos antropòlegs, es va crear una tècnica d'extracció de l'ADN de la polpa dental per a poder establir diagnòstics retrospectius sobre les epidèmies de pesta.
El 2000 l'equip marsellès dirigit per Raoult va ser capdavanter en l'aïllament de l'agent causal de la malaltia de Whipple, descrita per primera vegada el 1907 per Georges Hoyt Whipple, el Tropheryma whipplei.
Alhora ha estat un dels pioners en el domini dels virus gegants, quan va identificar amb Bernard La Scola un virus gegant d'ameba que va batejar mimivirus el 2003.

## Intervencions mediàtiques i controvèrsies

### Actualitat política
El professor Raoult té certa activitat i presència relativament regulars i destacades a la premsa escrita i a la televisió, magnificades però a partir del mes de març del 2020. Així, va animar una crònica comentant l'actualitat al diari francès de dreta Le Figaro entre 1998 i 2001, i després a la revista Le Point, també de tendència conservadora, de 2011 a 2018. D'ençà del 2017, escriu cada trimestre per al periòdic Les Échos.

### Canvi climàtic
Forma part dels científics escèptics pel que fa al canvi climàtic, teoria que ha criticat a partir de 2013. Així, al mes de juny del 2014 va declarar a Le Point que estimava que «després d'una empenta tèrmica notable durant els anys 1990, la Terra globalment ja no s'escalfa a partir de 1998» i concloïa aleshores que «l'escalfament climàtic és incert i la responsabilitat de l'home discutible».

### Acusacions d'assetjament
En una carta anònima del 31 de març de 2017 adreçada a les comissions de salut, seguretat i condicions de treball de l'INSERM, al CNRS i a la Universitat d'Ais-Marsella, dotze enginyers i tècnics van denunciar condicions de treball deplorables, assetjament sexual i situacions "insuportables i degradants". També van denunciar falta de reconeixement i consideració, comportaments inapropiats, humiliacions, amenaces d'alguns funcionaris i directors d'investigació.

### Mala praxis científica
Tot i publicar a revistes amb elevat factor d'impacte com Science o Nature, el Dr. Raoult ha estat acusat de manipulació d'imatges a diversos dels seus articles, així com també acusacions d'irregularitats en la publicació del seu controvertit article sobre l'efecte de l'hidroxicloroquina en els pacients de COVID19. Tot i estar en context de pandèmia i de permetre la publicació accelerada de resultats preliminars, un dels autors de l'article, JM Rolain, era editor de la revista on es va publicar.

## Obres
- Dépasser Darwin, amb Véronique Dupont (2010)
- Votre santé (2015)
- Arrêtons d'avoir peur ! (2016)
- La vérité sur les vaccins, amb Olivia Recasens (2018)
- Epidémies : vrais dangers et fausses alertes (març de 2020)